# Analândia (kommun)
Analândia är en kommun i Brasilien.   Den ligger i delstaten São Paulo, i den sydöstra delen av landet, 700 km söder om huvudstaden Brasília. Antalet invånare är 4 289.
Följande samhällen finns i Analândia:
- Analândia

Omgivningarna runt Analândia är huvudsakligen savann. Runt Analândia är det glesbefolkat, med 11 invånare per kvadratkilometer.